# Watch Dogs: Legion
Watch Dogs: Legion (estilizado como WATCH DOGS LΞGION) é um jogo eletrônico de ação-aventura ambientado em um mundo aberto desenvolvido pela Ubisoft Toronto e publicado pela Ubisoft. Foi lançado para Microsoft Windows, PlayStation 4, PlayStation 5, Xbox One, Xbox Series X e Google Stadia. É o terceiro título da série Watch Dogs. Situado dentro de uma versão fictícia e futurista de Londres, o jogo é jogável a partir de uma perspectiva em terceira pessoa, com a habilidade de controlar vários personagens que podem ser recrutados em todo o cenário do jogo, e podem ser mortos permanentemente durante o desenrolar da história, tens a liberdade de explorar o mundo aberto a pé ou por um veículo. O jogo também contará com um multiplayer cooperativo expandido que permitirá que até quatro jogadores possam trabalhar juntos nos modos single-player e multiplayer. Legion estava originalmente previsto para 6 de março de 2020, mas foi adiado para 29 de outubro de 2020.
A história do jogo se concentra nos esforços da filial londrina do grupo de hackers DedSec no combate a um novo regime autoritário que tomou o controle de Londres e do resto do Reino Unido, graças ao avançado sistema de vigilância conhecido como ctOS. Para conseguir a liberdade novamente, o grupo recruta aliados de toda a cidade, cada um com suas próprias habilidades e experiências pessoais, recrutando-os para sua causa a fim de libertar a cidade como uma força de resistência, para isso vais ter que ajudar o personagem que deseja recrutar em alguma atividade. Cada personagem do jogo terá sua própria história e conjunto de habilidades e fornecerá uma influência mais dinâmica à narrativa do jogo à medida que a história avança.

## Jogabilidade
Watch Dogs: Legion é um jogo de ação e aventura, com uma perspectiva em terceira pessoa. O jogo é ambientado em um mundo aberto, representação fictícia de Londres, que abrangerá marcos notáveis, bairros e estilos culturais da cidade. O cenário do jogo acontece em Londres, que se tornou uma cidade com vigilância em massa. As liberdades pessoais têm sido muito limitadas, e os cidadãos são constantemente monitorados em suas atividades pela Albion, uma empresa de segurança privada que atua como a polícia da cidade. O jogador terá a capacidade de navegar pela cidade a pé, usando veículos, ou viajando rapidamente pelas estações de metrô da cidade. Ao contrário dos jogos anteriores da série, que se concentraram no uso de um único protagonista para conduzir a narrativa da história, Legion apresenta a capacidade de controlar vários personagens dentro do cenário do jogo. Cada um desses personagens pode ser recrutado através de uma missão única, embora isso dependa de sua posição com o DedSec; por exemplo, um personagem que o grupo hacker ajudar, será a favor de ajudá-lo quando solicitado e completará sua missão de recrutamento, enquanto um personagem cujo membro da família foi acidentalmente morto por um membro do DedSec não tolerará o grupo, e provavelmente se recusará a participar.
Uma vez que um personagem é recrutado para a lista do jogador, ele é designado para uma das três classes: combate, furtividade ou hacking. Cada classe apresenta seu próprio conjunto de ferramentas e atualizações de habilidades quando um personagem sobe níveis ao completar missões e atividades. Cada personagem também tem seu próprio histórico que dita uma habilidade especial ou característica que eles possuem. Por exemplo, um personagem recrutado pode ser mais habilidoso com drones e, portanto, pode causar mais dano a eles, enquanto outro é um "viciado em adrenalina" que causa mais dano, mas com o possível risco de morrer em qualquer momento aleatório. Todos os personagens do jogo recrutados na lista do jogador têm suas próprias vidas pessoais quando não estão sendo controlados, podem ser totalmente personalizados com várias opções de roupas e podem usar uma mistura de armas letais e não letais, este último com uma seleção mais extensa do que em títulos anteriores.
Embora o jogador possa recrutar uma grande lista de personagens para controlar, cada um pode ser perdido permanentemente durante o decorrer de uma partida. Os personagens arriscam a possibilidade de serem mortos enquanto conduzem operações para o DedSec contra outros grupos ou contra a aplicação da lei local; em casos onde o personagem atualmente controlado é gravemente ferido, os jogadores podem optar por fazê-los render-se a seus oponentes e permitir que eles sejam resgatados por outro personagem, ou tentar resistir e perder seus perseguidores com o risco de serem mortos em ação e ser permanentemente removido da lista de personagens jogáveis do jogador, forçando assim o jogador a mudar para outro personagem.
Os jogadores também podem se juntar a um time de até quatro jogadores em jogabilidade cooperativa, compartilhando a progressão entre os modos single-player e multiplayer.

## Desenvolvimento
Watch Dogs: Legion foi desenvolvido pela Ubisoft Toronto, com o diretor criativo Clint Hocking no comando. O trabalho adicional é fornecido pelos estúdios irmãos Ubisoft Montreal, Ubisoft Paris, Ubisoft Bucareste, Ubisoft Kiev e Ubisoft Reflections.
Após a sua revelação na E3 2019, muitos estabelecimentos descreveram o cenário futurista de Londres como pós-Brexit, o que poderia acontecer após a saída do Reino Unido da União Europeia. Essa escolha de cenário tornou-se um ponto de debate na mídia, pois há várias questões políticas relacionadas ao pós-Brexit. Hocking afirmou que eles tinham chegado à ideia deste cenário em torno de um ano e meio antes da votação real do Brexit em 2016, e que enquanto o jogo envolve o Brexit, a intenção não era tentar debater a natureza do Brexit, mas mostrar e debater sobre elementos já existentes no mundo de hoje que levam a eventos como o Brexit.

## Lançamento
Watch Dogs: Legion foi revelado pela Ubisoft via Twitter, no dia 5 de junho de 2019, antes do seu anúncio na E3 2019, onde o jogo teve sua data de lançamento inicial revelada para 6 de março de 2020, mas que logo depois do fracasso de vendas de Ghost Recon: Breakpoint, foi adiado para em 29 de outubro de 2020.. Ele está disponível para Microsoft Windows, PlayStation 4, PlayStation 5, Xbox One, Xbox Series X/S e Google Stadia.